# Зеленоподская сельская община
Зеленоподская сельская община (укр. Зеленопідська сільська громада) — территориальная община в Каховском районе Херсонской области Украины. В состав общины входит 17 населённых пунктов. Население составляет 8 195 человек, площадь общины 491,5 км².

## Населённые пункты
В состав общины входят 5 посёлков (Зелёная Рубановка, Зелёный Под, Слиненко, Сокирки, Фёдоровка) и 12 сёл: Архангельская Слобода, Богдановка, Вольная Украина, Дмитровка, Диброва, Калиновка, Костогрызово, Наталовка, Петропавловка, Подовка, Просторное и Семёновка.

## История общины
Создана в ходе административно-территориальной реформы 2 августа 2016 года путем объединения территорий и населенных пунктов Дмитровского, Слободского и Червоноперекопского сельских советов Каховского района Херсонской области.
С марта 2022 года община находится под российской оккупацией в ходе вторжения России в Украину.